# Visvique
Visvique es una localidad del municipio de Arucas, Gran Canaria, España. Es un caserío situado a lo largo de la carretera GC-043 (Teror-Arucas), apenas a un kilómetro de esta última. En 2023 contaba con 2464 habitantes.

## Toponimia
Generalmente aparece escrito como Visvique pero algunos autores como Maximiano Trapero afirman que debe escribirse con b. Su origen no está claro y se especula que podría ser un término aborigen, similar a Berbique o Birbique, montaña de Agaete. Sin embargo también se relaciona con el apellido Vique, procedente de un propietario de la zona en el siglo XVI llamado Luis Vique.